# Радошевац (Приштина)
Радошевац (алб. Radashec) је насељено место у граду Приштини, на Косову и Метохији. Према попису из 2024. у насељу није било становника.

## Становништво
Према попису из 2011. године, Радошевац има следећи етнички састав становништва:
| Националност | 2011.       |
| Албанци      | 29 (100,0%) |
| Укупно       | 29          |

| Демографија | Демографија | Демографија |
| Година      | Становника  | Становника  |
| ----------- | ----------- | ----------- |
| 1948.       | 192         |             |
| 1953.       | 222         |             |
| 1961.       | 229         |             |
| 1971.       | 235         |             |
| 1981.       | 145         |             |
| 1991.       | 172         |             |
| 2011.       | 29          |             |